# Història del telèfon mòbil

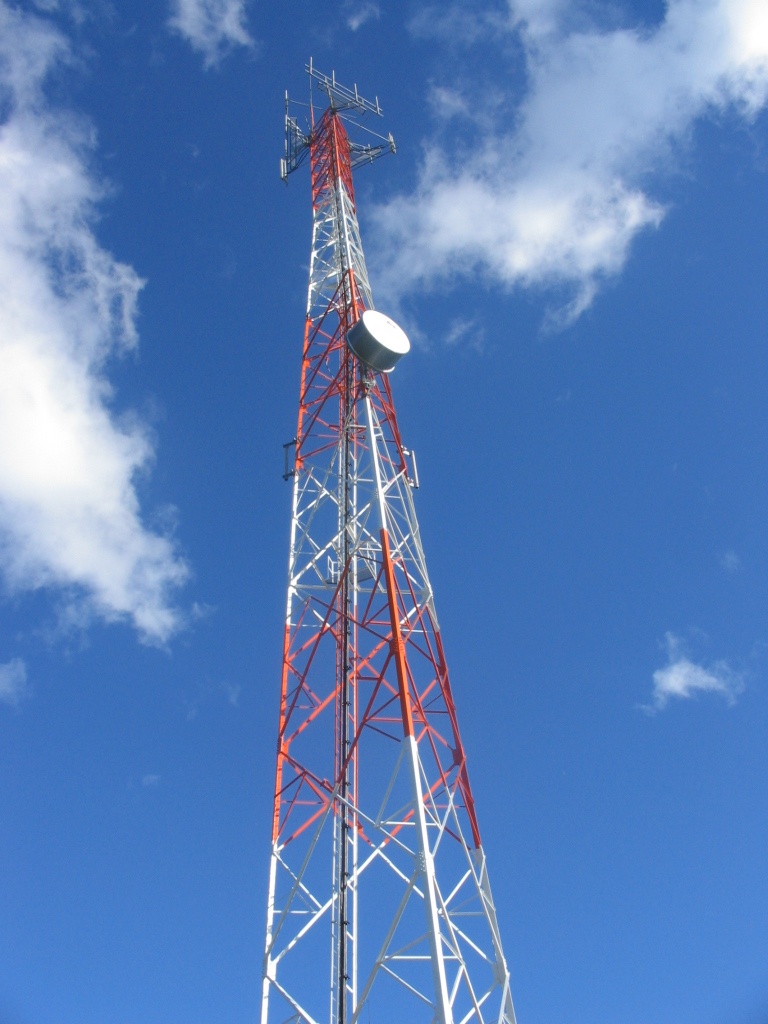
Estació base de telefonia mòbil (cel·lular).

El telèfon mòbil o telèfon cel·lular és un aparell indispensable en l'actualitat; no obstant això la seva popularització ha estat un fenomen molt recent. Al principi el telèfon mòbil solament podia ser usat en vehicles per la seva grandària, reduint-se posteriorment a una unitat portàtil, i finalment a la grandària de butxaca que utilitzem avui. Però el telèfon en si és solament una petita part d'un sistema de telefonia molt complex.
El sistema cel·lular va ser creat per satisfer la demanda de comunicació mòbil dins d'un espectre de radiofreqüència limitat. Aquesta limitació és el factor original que va motivar i segueix motivant el desenvolupament del telèfon mòbil, davant d'uns altres dels diversos factors com la durada de la bateria o la grandària de l'aparell. El sistema ha d'acomodar milers d'usuaris dins d'un espectre reduït per transmetre cada vegada més informació. La transmissió de veu, però actualment també la demanda d'imatges, vídeos i accés a internet, continuen augmentant els requisits del sistema.
S'anomena telèfon cel·lular perquè l'àrea física que cobreix té un format de cèl·lules. L'origen del telèfon cel·lular va tenir lloc l'any 1973 quan la companyia electrònica de consum massiu Motorola va llançar al mercat el primer telèfon cel·lular portàtil, que va ser comercialitzat amb el nom de Motorola DynaTAC 8000X (detallat a "Primera generació").
Actualment, el nombre de models de telèfons cel·lulars que ingressen al mercat és pràcticament incalculable i les seves ventes generen centenars de milers de milions de dòlars a l'any, convertint-los en el dispositiu electrònic més utilitzat a nivel mundial. Avui en dia és gairebé impossible trobar una persona sense un telèfon Intel·ligent o "smartphone" a la mà. Tant fort ha estat el seu impacte que gràcies a les tasques que permet dur a terme ha acabat millorant l'estil de vida de la societat.

## Primers sistemes de radiotelefonia

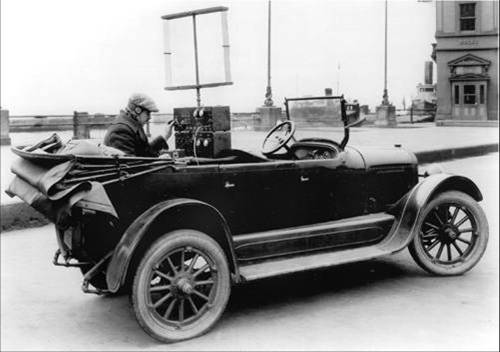
Telèfon mòbil experimental, 1924

La ràdio va sorgir com una alternativa a la comunicació per cable a la fi del segle xix. En un primer moment la ràdio va ser utilitzada per a la comunicació marítima, però a partir de la dècada del 1920 van començar els intents d'aplicar-la també a la comunicació mòbil a terra. El 1923, el cos de policia de Victoria, Austràlia, va ser el primer a utilitzar comunicació sense fil dúplex en cotxes, fet que va posar fi a la pràctica de donar informes policials des de les cabines de telèfon públiques. Aquests telèfons mòbils primitius van romandre restringits a l'ús governamental fins als anys 40, quan es van estendre al públic general.
El primer servei de telefonia mòbil comercial va aparèixer el 1946 a San Louis, EUA. La companyia AT&T va començar llavors a operar el MTS, o Mobile Telephone System, que dos anys després estaria disponible en més de 100 ciutats i autopistes. A causa de les limitacions en l'espectre de radiofreqüència, el sistema permetia un màxim de sis canals, fet que provocava llargues cues d'espera. En els anys 60 el Improved Mobile Telephone Service oferiria un total de 44 canals per ciutat. El 1964, els EUA tenien 1,5 milions d'usuaris de telèfons mòbils.
A Europa, la primera xarxa de telefonia mòbil va ser instal·lada per la companyia nacional de telefonia sueca, Televerket, el 1955.
Els primers equips eren grans i pesats, pel que estaven gairebé exclusivament destinats a un ús a bord de vehicles. Generalment s'instal·lava l'equip tranceptor en el maleter i es passava un cable fins al quadre de comandament del cotxe connectant amb el microtelèfon. Si bé en els anys 40 l'equip ocupava tot el maleter, en els anys 60 la seva grandària s'havia reduït al d'un maletí gràcies a l'invent del transistor. El transistor, creat el 1948 en els Laboratoris Bell, substituiria els tubs de buit per amplificar i commutar senyals, inaugurant l'era de la miniaturització dels aparells electrònics.
En l'URSS, L.I. Kupriyanovich va desenvolupar entre 1957 i 1961 una sèrie de models experimentals de telèfons mòbils portàtils. Un d'aquests models, presentat el 1961, pesava tan sols 70 grams i cabia en el palmell de la mà. No obstant això, l'URSS va prendre la decisió de desenvolupar en primer lloc el sistema de telefonia mòbil per a cotxes Altay, que va ser distribuït comercialment el 1963.
Aquests sistemes encara no eren cel·lulars. Cada telèfon funcionava com un transmissor que abastava tota la ciutat amb una freqüència fixa, o en altres paraules, cada telèfon era una estació de ràdio per a tota la ciutat, que transmetia senyals amb molta potència per poder ser rebut dins l'àrea més gran possible. Això suposava un problema per raó de l'escassetat d'espectre de radiofreqüència útil, que provocava que solament uns 44 usuaris podien comunicar-se simultàniament en una ciutat. El sistema no cobria la demanda, i així el servei estava reservat a uns pocs privilegiats.

## Generacions

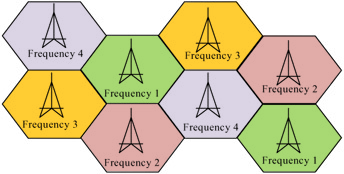
Reutilització de freqüències en una xarxa de cel·les

El sistema cel·lular consisteix en la subdivisió d'un territori en petites àrees (anomenades cel·les), cadascuna amb una antena de transmissió, de manera que la mateixa freqüència pot utilitzar-se en diferents zones alhora dins d'una ciutat. Això permet un ús molt més eficient de l'espectre. Com més petites siguin les cel·les, més freqüències poden reutilitzar-se i més usuaris poden utilitzar el servei.
La primera descripció d'un sistema cel·lular va aparèixer en un treball de D.H. Ring, dels Laboratoris Bell, el 1947. Però no es posaria en pràctica fins dues dècades després per diversos motius. En primer lloc, els telèfons cel·lulars han de funcionar amb freqüències altes, on les transmissions poden limitar-se a cel·les petites. Però la tecnologia necessària per poder treballar amb freqüències tan altes no arribaria fins més tard. A part d'axó, per poder posar en pràctica el sistema cel·lular, un usuari travessant la ciutat hauria de poder passar d'una cel·la a una altra sense que la trucada es talli. Per a això és necessari que el sistema pugui saber on abandona l'usuari la primera cel·la, localitzar la següent, i commutar automàticament la conversa entre cel·la i cel·la. És a dir, el sistema necessita una base de dades amb informació sobre on està el telèfon, cap a on va, i qui l'està usant; i aquesta base de dades ha de ser àgil. En els anys 40 no era possible fer això amb la rapidesa suficient i sense interrompre la trucada. D'altra banda, per poder transmetre i rebre tota la informació necessària, el telèfon havia d'incloure un sintetitzador de freqüència, una peça que quan va començar a desenvolupar-se per a l'exèrcit en els anys 60 costava tant com un bon cotxe.
En la dècada dels 60 totes les grans companyies de telecomunicacions coneixien el concepte cel·lular; la pregunta era quina companyia aconseguiria posar en marxa la idea, tant tècnicament com econòmicament, i qui aconseguiria la patent del sistema en primer lloc. Finalment els Laboratoris Bell van presentar un sistema que complia amb els requisits, la patent va ser aprovada el 1972. Un any després, el 1973, Martin Cooper i el seu equip de Motorola van demostrar el primer prototip funcional d'un telèfon cel·lular "personal".

### 1G - "Analog cellular"

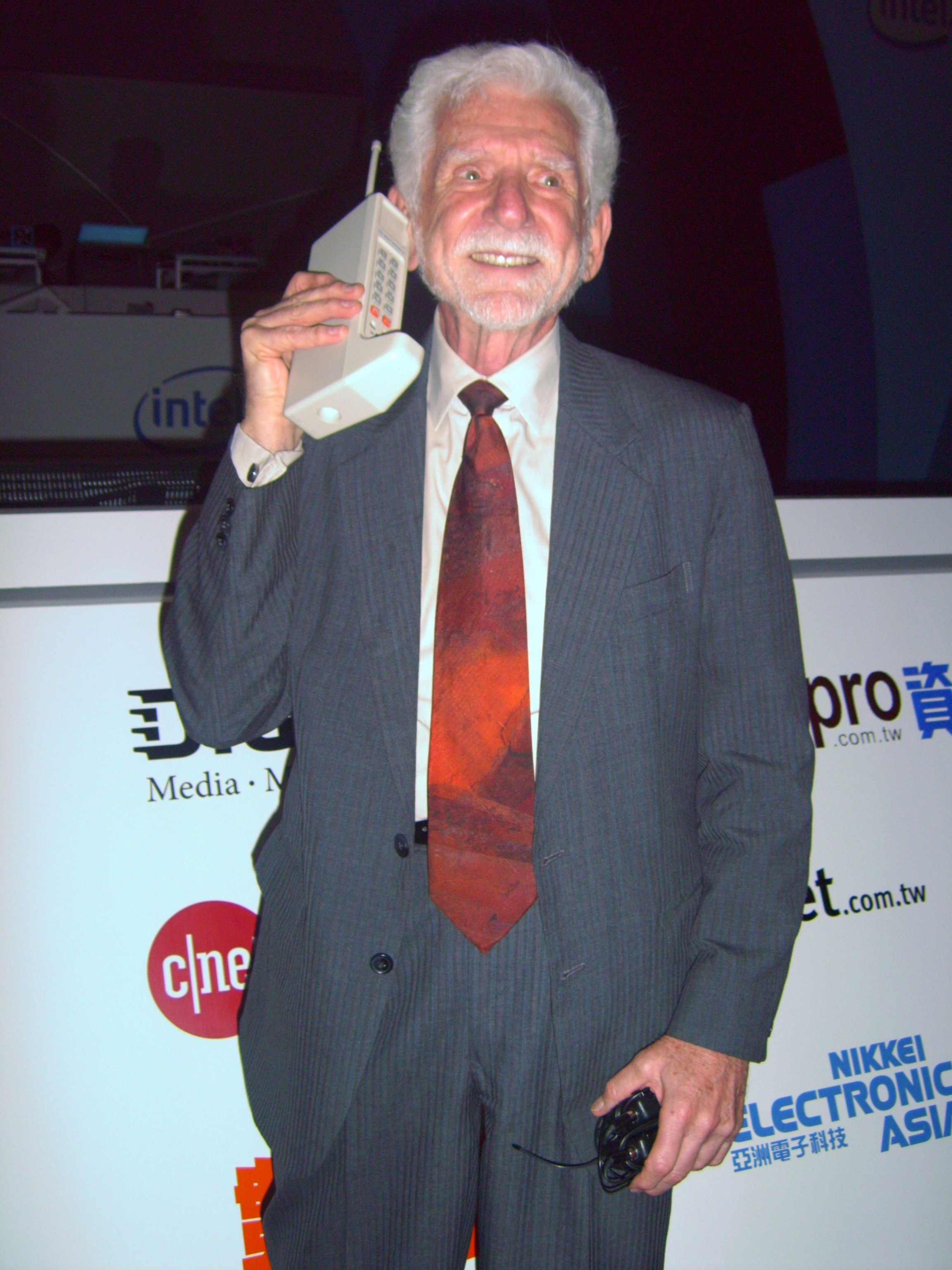
Martin Cooper, utilitzant un Motorola DynaTAC.

El 3 d'abril de 1973, Martin Cooper directiu de Motorola va realitzar la primera trucada des d'un telèfon mòbil del projecte DynaTAC 8000X des d'un carrer de Nova York. precisament va parlar amb el seu major rival en el sector de telefonia: Joel Engel, dels Bell Labs d'AT&T.
El DynaTAC 8000X fou presentat oficialment el 1984, any en què es va començar a comercialitzar. El telèfon pesava prop de un kg, tenia una grandària de 33.02 x 4,445 x 8,89 centímetres i la seva bateria durava una hora de comunicació o una jornada laboral (vuit hores) en espera, amb una petita pantalla LED.
Ameritech Mobile Communications, LLC va ser la primera empresa dels EUA a proporcionar servei de telefonia mòbil al públic general.
El 1981 el fabricant Ericsson llançà el sistema NMT 450 (Nordic Mobile Telephony 450 MHz). Aquest sistema seguia utilitzant canals analògics (freqüències entorn als 450 MHz) amb modulació en freqüència (FM). Era el primer sistema del món de telefonia mòbil tal com s'entén avui dia.
Els equips 1G poden semblar una mica aparatosos per als estàndards actuals però van ser un gran avanç per a la seva època, ja que podien ser traslladats i utilitzats per una única persona.
El 1986 Ericsson va modernitzar el sistema, portant-lo fins al nivell NMT 900. Aquesta nova versió funcionava pràcticament igual que l'anterior però a freqüències superiors (de l'ordre de 900 MHz). Això va possibilitar donar servei a un nombre més gran d'usuaris i avançar en la portabilitat dels terminals.
A part del sistema NMT, en els 80 es van desenvolupar altres sistemes de telefonia mòbil tals com: AMPS (Advanced Mobile Phone System) als EUA i el TACS (Total Access Comunication System) a altres països.
El sistema TACS es va utilitzar a Espanya amb el nom comercial de MoviLine. Va estar en servei fins a la seva extinció el 2003.

### 2G - "Digital cellular"

Evolució del nombre d'usuaris de telefonia mòbil segons l'estàndard que empren.

En la dècada de 1990 neix la segona generació, que utilitza sistemes com GSM, IS-136, iDEN i IS-95. Les freqüències utilitzades a Europa van ser de 900 i 1800 MHz.
El desenvolupament d'aquesta generació té com a pedra angular la digitalització de les comunicacions. Les comunicacions digitals ofereixen una millor qualitat de veu que les analògiques, a més a més s'augmenta el nivell de seguretat i se simplifica la fabricació del Terminal (amb la reducció de costos que això comporta). En aquesta època neixen diversos estàndards de comunicacions mòbils: D-AMPS (EUA), Personal Digital Cellular (Japó), CDMAOne (EUA i Àsia) i GSM.
Moltes operadores telefòniques mòbils van implementar Accés múltiple per divisió de temps (TDMA) i accés múltiple per divisió de codi (CDMA) sobre les xarxes AMPS existents convertint-les així en xarxes D-AMPS. Això va portar com a avantatge per a aquestes empreses poder aconseguir una migració del senyal analògic al senyal digital sense haver de canviar elements com les antenes, torres, cablejat, etc. Fins i tot, aquesta informació digital es transmetia sobre els mateixos canals i per tant, sobre radiofreqüències ja existents i en ús per part de la xarxa analògica. La gran diferència és que amb la tecnologia digital es va fer possible la Multiplexació, de manera que en un canal abans destinat a transmetre una sola conversa alhora va ser possible transmetre diverses converses de manera simultània, incrementant així la capacitat operativa i el nombre d'usuaris que podien fer ús de la xarxa en una mateixa cel·la en un moment donat.
L'estàndard que ha universalitzat la telefonia mòbil ha estat el GSM (Global System for Mobile communications). Es tracta d'un estàndard europeu nascut dels següents principis:
- Bona qualitat de veu (gràcies al processament digital).
- Itinerància (Roaming).
- Desig d'implantació internacional.
- Terminals realment portàtils (de reduït pes i grandària) a un preu accessible.
- Compatibilitat amb RDSI (Xarxa Digital de Serveis Integrats).
- Instauració d'un mercat competitiu amb multitud d'operadors i fabricants.

El GSM va ser l'estàndard per molt temps, no obstant això va començar a ser insuficient, ja que oferia un servei de veu o dades a baixa velocitat (9.6 kbit/s) i el mercat començava a requerir serveis multimèdia que feien necessari un augment de la capacitat de transferència de dades per part del sistema. És en aquest moment quan es comença a gestar la idea de 3G, però com la tecnologia CDMA no estava prou desenvolupada i es va optar per implementar un velocitat intermèdia denominada 2.5G.

### 2.5G - Generació 2.5
La tecnologia 2.5G sorgeix per a incrementar la tecnologia 2G incloent nous serveis com EMS i MMS:
- EMS és el servei de missatgeria millorat, permet la inclusió de melodies i icones dins del missatge basant-se en els sms; un EMS equival a 3 o 4 SMS.
- MMS (Sistema de Missatgeria Multimèdia) Aquest tipus de missatges s'envien mitjançant GPRS i permet la inserció d'imatges, sons, videos i text. Un MMS s'envia en forma de diapositiva, de manera que cada plantilla solament pot contenir un arxiu de cada tipus acceptat, és a dir, solament pot contenir una imatge, un so i un text en cada plantilla, si es desitja agregar-ne més hauria d'agregar-se una altra plantilla. Cal esmentar que no és possible enviar un vídeo de més de 15 segons de durada.

Per poder donar aquests nous serveis es va fer necessària una major velocitat de transferència de dades, que es va fer realitat amb les tecnologies GPRS i EDGE.
- GPRS (General Packet Radio Service) permet velocitats de dades des de 59 kbit/s fins a 120 kbit/s.
- EDGE (Enhanced Data rates for GSM Evolution) permet velocitats de dades fins a 384 kbit/s.

### 3G - "Mobile broadband"
La tercera generació o 3G neix de la necessitat d'augmentar la capacitat de transmissió de dades per poder oferir serveis com la connexió a Internet des del mòbil, la videoconferència, la televisió i la descàrrega d'arxius. En aquest moment el desenvolupament tecnològic ja possibilita un sistema totalment nou: UMTS (Universal Mobile Telecommunications System). Aquesta generació neix l'any 2000. Les dades, en aquest cas, s'envien a través d'una tecnologia CDMA i pot aconseguir funcionar amb velocitats realment elevades (de 144 kbit/s fins a 7.2 Mbit/s, segons les condicions d'obstacles i del terreny).

#### Estàndards
Els tres estàndards d'aquesta generació van ser: 
- UMTS (WCDMA) basat en el GSM (Global Systems for Mobile), una infraestructura del sistema 2G estandarditzat pel 3GPP.
- CDMA 2000, basat en la tecnologia CDMA estàndard 2G, estendaritzat pel 3GPP.
- Interfície de ràdio TD-SCDMA que es va comercialitzar el 2009 i només s'ofereix a la Xina.

#### Prestacions
Les seves característiques són les següents:
- Velocitat: 384KBPS 2Mbps.
- Freqüència: aproximadament de 8 a 2,5 GHz.
- Amplada de banda: de 5 a 20 MHz.
- Ofereix tecnologies de multiplexació i accés.

Els principals serveis que ofereix són:
- Telefonia mòbil de veu.
- Accés a internet d'alta velocitat.
- Accés fixe sense fil a Internet.
- Trucades de vídeo, chat i conferències.
- Televisió mòbil
- Vídeo a la carta.
- Serveis basats en la localització.
- Navegació per Internet.
- Correu electrònic.
- Buscapersones.
- Fax i mapes de navegació.
- Jocs.
- Música mòbil.
- Serveis multimèdia.
- Serveis localitzats per accedir a les actualitzacions de tràfic i clima.

### 4G - "Native IP Networks"
La generació 4, o 4G, és l'evolució tecnològica que ofereix a l'usuari de telefonia mòbil, internet amb més rapidesa una amplada de banda més gran que permet, entre moltes altres coses, la recepció de televisió d'alta definició. Com a exemple, es pot citar el "Nokia Morph concept mobile".
Avui dia, existeix un sistema d'aquest nivell, operant amb efectivitat només amb algunes companyies dels EUA, anomenat LTE. D'altra banda, cap la possibilitat de fabricar-se, un mateix, telèfons mòbils utilitzant per exemple, un Arduino.
Aquest sistema mòbil està basat totalment en telefonia IP. L'objectiu principal és proporcionar alta velocitat, alta qualitat, alta capacitat, seguretat i serveis de baix cost pels serveis de veu i dades, multimèdia i internet a través de IP. Per tal de ser utilitzat,els terminals dels usuaris han d'estar capaços de seleccionar el sistema sense fil de destí.
Tot i que l'any 2008 la UIT-R ja va especificar els requisits per la xarxa de comunicació mòbil 4G, l'inici del seu funcionament es pot situar al 2010.

#### Estàndard
El principal estàndard és:
- Estàndard WiMAX mòbil (802.16m, estandarditzat pel IEEE).

#### Prestacions
Les característiques del 4G són:
- Velocitat: 100 Mbps en moviment i 1 Gbps quan es troba immòbil.
- Telefonia IP.
- Noves freqüències, amplada de banda de canal de freqüència més àmplia.
- Amplada de banda: 5-20 MHz, opcionalment fins a 40 MHz.
- Bandes de freqüència: LTE cobreix una gama de diverses bandes.

Els principals serveis que ofereix són:
- Accés mòbil web.
- Telefonia IP.
- Serveis de jocs.
- Televisió mòbil d'alta definició.
- Videoconferència
- Televisió 3D.
- Computació en el núvol.
- Gestió dels fluxs múltiples de difusió i moviments ràpids de telèfons mòbils.
- Digital Video Broadcasting (DVB).
- Accés a informació dinàmica.
- Dispositius portàtils.

### 5G - "Cellular Mobile Communications"
Article detallat: 5G
La cinquena generació de telefonia mòbil o 5G és una tecnologia considerada Open Wireless Architecture (OWA) creada el 2015. Amb aquesta, les persones i els dispositius es troben connectat en qualsevol espai en qualsevol moment. Els estàndards 5G inclouen espectre de ràdio de banda mil·limètrica per permetre velocitats de dades de fins a 1 gigabit per segon i reduir la latència (el temps de processament per gestionar una transmissió de dades) entre telèfon i xarxa a uns quants mil·lisegons. Els estàndards 5G també inclouen espectres de banda baixa i mitjana banda similars a les xarxes existents. Les companyies telefòniques van introduir la tecnologia 5G a partir del 2019.
Per tal de realitzar això, la capa de xarxa està subdividida en dues capes: la capa de xarxa suerior per al terminal mòbil i un menor nivell de xarxa per a la interfície. Aquí, tot l'enrutament es basa en adreces IP que serien diferents en cada xarxa IP en tot el món.
En aquesta tecnologia 5G la pèrdua de velocitat de bits es supera mitjançant el Protocol de Transport Obert (OTP). Aquesta última generació avança un vertader món sense film Wireless-World Wide Web (WWWW).

#### Estàndard
- Banda ampla IP LAN / WAN / PAN & WWWW.

#### Prestacions
- Velocitat: d'1 a 10 Gbps.
- Amplada de banda: 1000x amplada de banda per unitat de superfície.
- Freqüència: de 3 a 300 GHz.
- Rendiment a temps real.
- Reducció del voltant de 90% en el consum d'energia de la xarxa.
- Diagnòstic remot.

#### Serveis
- La seva aplicació fa que el món real sigui una zona Wi-Fi.
- La adreça IP per a mòbils es manté assignada d'acord amb la xarxa connectada i la posició geogràfica.
- El senyal de ràdio funciona a major altitud.
- Es fa possible reduir la taxa de criminalitat.
- Es permet visualitzar l'univers, les galàxies i els planetes.
- Permet detectar més ràpidament desastres naturals, com tsunamis.[16]